# Ella Allan
Ella Allan (* 14. November 2010) ist eine US-amerikanische Schauspielerin.

## Leben
Ella Allan gab ihr Debüt im Jahr 2011 in der vierten Staffel der international erfolgreichen US-amerikanischen Fernsehserie Sons of Anarchy als Jax Tellers Sohn Thomas Teller. Von 2012 bis 2015 spielte sie Nora Braverman in der US-amerikanischen Dramedy-Fernsehserie Parenthood. Im Jahr 2015 war sie neben Susan Sarandon und Kelli Garner als dreijährige Marilyn Monroe unter deren Tauf- bzw. Geburtsnamen Norma Jeane in der zweiteiligen Biografie The Secret Life of Marilyn Monroe zu sehen. Ebenfalls 2015 war sie in der US-amerikanischen Komödie How We Live neben Chris Klein, Lindsay Price und Sam Huntington als Abby Harris zu sehen. Zudem spielt sie Ellie Solano in der US-Serie Jane the Virgin. Ihre Rollen teilt sie sich zumeist aufgrund der amerikanischen Gesetze zur Arbeitszeitbegrenzung für Kinder mit ihrer Zwillingsschwester Mia.

## Filmografie (Auswahl)
- 2011: Sons of Anarchy (Fernsehserie, 8 Episoden)
- 2012–2015: Parenthood (Fernsehserie, 38 Episoden)
- 2015: How We Live (Fernsehfilm)
- 2015: The Secret Life of Marilyn Monroe (Mini-Fernsehserie; 2 Episoden)
- 2017: Raised by Wolves
- 2017: Jane the Virgin (Fernsehserie, 21 Episoden)
- 2017: Ashley and Red (Fernsehserie, Episode 1x03)
- 2018: Young Sheldon (Fernsehserie, Episode 1x17)
- 2018–2020: Single Parents (Fernsehserie, 45 Episoden)
- 2021: Disney Amphibia (Fernsehserie, 2 Episoden)
- 2021: Weihnachten bei den Louds (A Loud House Christmas, Fernsehfilm)
- 2022–2024: Willkommen bei den echten Louds (The Really Loud House, Fernsehserie)
- 2023: Halloween bei den echten Louds (Fernsehfilm)